# Phare de Torredembarra
Le phare de Torredembarra est un phare situé sur le bord de mer de la municipalité de Torredembarra, dans la province de Tarragone (Catalogne) en Espagne.
Il est géré par l'autorité portuaire de Tarragone.

## Histoire
Ce phare moderne inhabituel est le dernier des phares dû aux efforts de l'Espagne, dans les années 1990, pour améliorer les aides à la navigation le long de toutes ses côtes. La lumière a été inaugurée dans une des célébrations du millénaire, le Jour de l'an 2000. Il est placé sur Punta de la Galera au sud des plages de Torredembarra, à environ 13 km à l'est de Tarragone.
C'est une tour octogonale avec lanterne sur galerie. La tour est blanche de sommet est brun foncé. L'escalier intérieur en spirale qui mène à la salle technique de la lanterne se compose de 217 marches et la tour comprend 48 petite fenêtres pour éclairer l'intérieur. Les 8 fenêtres de la lanterne permettent d'avoir une vue imprenable sur la marina et l'intérieur des terres.
Identifiant : ARLHS : SPA130 ; ES-29105 - Amirauté : E0393.7 - NGA : 5691.5.

### Lien connexe
- Liste des phares d'Espagne